# C2orf80
C2orf80 (англ. Chromosome 2 open reading frame 80) – білок, який кодується однойменним геном, розташованим у людей на 2-й хромосомі. Довжина поліпептидного ланцюга білка становить 193 амінокислот, а молекулярна маса — 22 038.
| 10         |  | 20         |  | 30         |  | 40         |  | 50         |
| ---------- |  | ---------- |  | ---------- |  | ---------- |  | ---------- |
| MERRLIKKEM |  | KKLLGDYIGI |  | RLRENEFDPK |  | GRRQLTFLDD |  | MAHYDLAISV |
| ALQWLDPSED |  | LTWLEWEELK |  | IPLHGRPIYP |  | NRREREAMIL |  | SSYAGILMNS |
| IPIEEVFKIY |  | GADSSADSGT |  | IKVPRVSSLC |  | LSLHPFAMLT |  | APKAAAYARK |
| QSVKSRKVTT |  | NKNATSISAK |  | EANATEWKSS |  | QRFSDTQPKH |  | KVT        |

A: Аланін

C: Цистеїн

D: Аспарагінова кислота

E: Глутамінова кислота

F: Фенілаланін

G: Гліцин

H: Гістидин

I: Ізолейцин

K: Лізин

L: Лейцин

M: Метіонін

N: Аспарагін

P: Пролін

Q: Глутамін

R: Аргінін

S: Серин

T: Треонін

V: Валін

W: Триптофан